# Acantholycosa mordkovitchi
Acantholycosa mordkovitchi là một loài nhện trong họ Lycosidae.
Loài này thuộc chi Acantholycosa. Acantholycosa mordkovitchi được Yuri M. Marusik, Azarkina & Koponen miêu tả năm 2004.